# Ciwangi (Bungursari)
Ciwangi is een bestuurslaag in het regentschap Purwakarta van de provincie West-Java, Indonesië. Ciwangi telt 10.849 inwoners (volkstelling 2010).